# Panoramix
Panoramix is een personage uit de strip Asterix. Zijn naam is een verwijzing naar "panoramisch" (Grieks: παν (pan) = alles, ὁραμα (horama) = schouwspel).
Hij is de druïde van het dorp, een belangrijk man omdat hij de enige is die de toverdrank kan brouwen. Een belangrijk ingrediënt van deze toverdrank is maretak, die Panoramix met een gouden snoeimes moet afsnijden. Als hij bij deze bezigheid wordt gestoord snijdt hij zich in zijn vinger. Uit de verhalenreeks kan worden afgeleid dat andere ingrediënten onder andere verse vis, kreeft, aardolie (later vervangen door wortelsap) en klavertje 4 zijn. Panoramix kent naast het recept voor de toverdrank nog veel andere recepten, onder andere voor een haargroeimiddel (in Asterix de Galliër) en voor een tegengif (in Asterix en Cleopatra en in Asterix en de Helvetiërs), een middel dat mensen in steen kan veranderen (bij te veel van de toverdrank innemen), kan doen groeien of krimpen, of immuun maakt voor hitte en kou.
Aanvankelijk woont hij in een grot buiten het dorp. Na de toestanden in het eerste album verhuist hij naar een op maat gemaakte woning in het dorp.
Op het grondplan zou dit huis zich aan de noordoostelijke kant bevinden, met een duiventil voor de deur, en een eikenbos in de onmiddellijke omgeving om maretak te snijden.
Panoramix is eigenlijk de verstandigste in het dorp en de enige die nimmer meedoet aan scheld- en vechtpartijen. Saai is hij echter niet – hij kan best lachen om een goede grap. En hij heeft er geen bezwaar tegen dat de dorpsgenoten de Romeinen afranselen, en doet soms wel eens mee als het zover komt.
Als kind was hij best een kwajongen, zoals zijn grootmeester Archeopterix zich laat ontglippen in De papyrus van Caesar.
Panoramix komt al voor in het eerste verhaal uit de reeks, Asterix de Galliër, waarin hij een belangrijke rol heeft. Hier zorgt hij ervoor dat de Galliërs permanent over de toverdrank beschikken. In de latere verhalen maakt hij de toverdrank alleen als dat nodig is en vaak geeft hij Asterix een flesje toverdrank mee voor onderweg. Zelf blijft hij dikwijls thuis, maar hij gaat jaarlijks op reis naar de druïdenbijeenkomst in het bos der Carnutes. Daar wint hij wel zowat elk jaar de wedstrijd onder druïdes: in Asterix en de Goten wint hij een gouden menhir-trofee, in De ziener keert hij met een massief gouden brouwketel terug. Andere reizen omvatten zijn assistentie voor Tekenis in het album Asterix en Cleopatra, De beproeving van Obelix, de ongewilde reis in Asterix en de Goten (waarbij het duidelijk wordt dat hij Gotisch spreken kan, zij het met een accent), als trainer/begeleider voor Asterix en Obelix in Asterix en de Olympische Spelen, de korte reis naar Condatum op verzoek van quaestor Centus, die vergiftigd wordt in Asterix en de Helvetiërs en voor het bezoeken van zijn grootmeester in De papyrus van Caesar.
Hij draagt steevast het traditionele witte gewaad, met rode sloffen, en een simpele riem, waarin hij zijn gouden sikkel draagt. Zijn baard en snor zijn bijna net zo lang als zijn eigen rijzige gestalte. Hij draagt ook een rode mantel, wat hem verder aanduidt als lid van de dorpsraad.
Naast het brouwen van de toverdrank en zijn status als voornaamste wijze en raadgever, is hij ook, samen met de bard Kakofonix, leerkracht voor de Gallische kinderen. Dit is historisch wel een contradictie, daar deze rol in feite door slechts een van hen bekleed werd.